# Јела
Јела (лат. Abies, по латинском називу беле јеле) је род зимзеленог четинарског дрвећа из породице борова (Pinaceae). Обухвата 51 врсту распрострањених у планинама северне хемисфере. Род јела се дели у 10 секција, од којих су само две присутне у Европи — Abies и Piceaster.
Мушке цвасти су разнолико смештене у пазуху горњег дела прошлогодишње гране, док женске шишарке стоје усправно на гранама, а не висе са њих. Семе са крилом садржи смоне кесице. Ембрион са 4—10 котиледона. Основни број хромозома је n=12.

## Опис
Јеле су високо зимзелено дрвеће пирамидалног хабитуса. Зрела стабла јеле могу достићи висину и до 80 m. Од осталих родова у породици борова јеле се разликују карактеристичним лисним ожиљком, начином повезивања листа (четине) са стаблом, као и карактеристикама шишарке. Најсроднији род је род кедрова. Четине јеле, за разлику од осталих четинара, су на доњем крају кружно проширене.
Мушке цвасти су ресолико смештене у пазуху горњег дела прошлогодишње гране, док женске шишарке стоје усправно на гранама, а не висе са њих. Семе са крилом садржи смоне кесице. Ембрион са 4—10 котиледона. Основни број хромозома је =12.

## Ареал
Ареал рода јела простире се кроз суптропску, умерену и хладну климатску зону северне Земљине хемисфере. Центри диверзитета (највећи број врста) налазе се у источној Азији (падине Хималаја) и западним деловима Северне Америке. Сем ових, додатни центар распростирања рода је југоисточна Европа. Ареали појединачних врста се у овим областима преклапају, и између врста долази до хибридизације.
Седам врста јела има реликтан карактер савременог ареала. На основу истраживања ових ареала и фосилних налаза, сматра се да је род јела настао средином креде, а да су на његово распростирање по северној хемисфери утицале орогенезе (издизања Алпа, Хималаја и Стеновитих планина), појава монсуна и ледена доба.

## Врсте јела (по секцијама)
Најстарији полен који се може приписати овом роду датира из касне креде у Сибиру, са записима о листовима и репродуктивним органима широм северне хемисфере од еоцена па надаље.

#### Abies Sect. Abies
- Abies alba (бела јела)
- Abies borisii-regis (бугарска јела)
- Abies cephalonica (грчка јела)
- Abies cilicica (киликијска јела)
- Abies nebrodensis (сицилијанска јела)
- Abies nordmanniana (кавкаска јела)

#### Abies Sect. Amabilis
- Abies amabilis (пацифичка јела)
- Abies mariesii (мејрисова јела)

#### Abies Sect. Balsamea
- Abies balsamea (балсзамаста јела)
- Abies bifolia (јела са Стеновитих планина)
- Abies kawakamii (тајванска јела)
- Abies lasiocarpa (америчка субалпијска јела)
- Abies sibirica (сибирска јела)
- Abies fraseri (фрејзерова јела)
- Abies koreana (корејска јела)
- Abies nephrolepis (хинганска јела)
- Abies sachalinensis (сахалинска јела)
- Abies veitchii (вејчова јела)

#### Abies Sect. Bracteata
- Abies bracteata

#### Abies Sect. Grandis
- Abies concolor (дугоигличава или америчка бела јела)
- Abies durangensis (дураншка јела)
- Abies flinckii (халиска јела)
- Abies grandis (џиновска јела)
- Abies guatemalensis (гватемалска јела)
- Abies mexicana (мексичка јела)

#### Abies Sect. Momi
- Abies firma (моми јела)
- Abies chensiensis (шенси јела)
- Abies holophylla (манџуријска јела)
- Abies pindrow (западнохималајска јела)
- Abies ziyuanensis
- Abies homolepis (нико јела)
- Abies recurvata (мин јела)

#### Abies Sect. Nobilis
- Abies magnifica (величанствена јела)
- Abies procera (црвена јела)

#### Abies Sect. Oiamel
- Abies hickelii (хикелова јела)
- Abies religiosa (света јела)
- Abies vejarii (вехарова јела)

#### Abies Sect. Piceaster
- Abies numidica (алжирска јела)
- Abies pinsapo (шпанска јела)

#### Abies Sect. Pseudopicea
- Abies chengii
- Abies delavayi
- Abies densa (бутанска јела)
- Abies fabri
- Abies fanjingshanensis
- Abies fargesii
- Abies forrestii
- Abies spectabilis (источнохималајска јела)
- Abies yuanbaoshanensis
- Abies squamata

## Галерија
- хабитус беле јеле на Орјену
- кора
- мушке цвасти
- фосил семена